# William Kircher
William Kircher, né le 23 mai 1958, est un acteur néo-zélandais.

## Filmographie

### Cinéma
- 1984 : Trespasses : Constable
- 1984 : Constance : l'officier de police
- 1985 : Hot Target : Pearson
- 1988 : Send a Gorilla : Ned
- 1992 : Absent Without Leave : Sergent Majeur
- 1994 : The Last Tattoo : Gibbon
- 1994 : Bread and Roses : Syd Holland
- 2006 : Out of the Blue : Stu Guthrie
- 2008 : Hold-up : l'ouvrier
- 2012 : Le Hobbit : Un voyage inattendu : Bifur et Tom le Troll
- 2013 : Le Hobbit : La Désolation de Smaug : Bifur
- 2014 : Le Hobbit : La Bataille des Cinq Armées : Bifur

#### Télévision
- 1983 : The Kids from O.W.I. : Kane
- 1984 : Heroes : Diner (1 épisode)
- 1986 : Cuckoo Land
- 1987-1989 : Worzel Gummidge Down Under : Plusieurs personnages (3 épisodes)
- 1989 : Ray Bradbury présente : Ned Bantlin (1 épisode)
- 1989-1991 : Shark in the Park : B.P. (28 épisodes)
- 1991 : Gold: A Fistful of Gold : Pyke
- 1995 : Fallout : Richard Harman
- 1995 : Plainclothes : Gary Halloway (1 épisode)
- 1996 : The Enid Blyton Adventures Series : Tel (1 épisode)
- 1996 : Return to Treasure Island : Pearce
- 1996 : Oscar and Friends : Referee
- 1997-1998 : City Life : Ross Palmer (8 épisodes)
- 1998 : The Enid Blyton Secret Series : Oncle Joe (1 épisode)
- 1998 : The Legend of William Tell : Quint (1 épisode)
- 1998 : Xena, la guerrière : le Capitaine (1 épisode)
- 1999 : Les Mystères de la bibliothèque : M. Anton (1 épisode)
- 2008 : Aftershock : Rupert Stalker
- 2009 : Legend of the Seeker : L'Épée de vérité : le marchand (1 épisode)